# Муравська Наталія Анатоліївна
Наталія Анатоліївна Мура́вська (нар. 17 серпня 1960, Орєхово-Зуєво) — українська художниця; член Спілки радянських художників України з 1990 року. Заслужений художник України з 2009 року; лауреат Премії Ялтинської міської ради імені Антона Чехова. Дружина художника Миколи Муравського.

## Життєпис
Народилася 17 серпня 1960 року в місті Орєхово-Зуєвому Московської області (нині Російська Федерація). 1983 року закінчила Харківський художньо-промисловий інститут, де навчалася у Бориса Косарєва, Олександра Вяткіна, Михайла Шапошникова.
Мешкала у Ялті в будинку на Південнобережному шосе, № 9, квартира № 16.

## Творчість
Працює у галузях станкового живопису (в імпресіоністичному і символістичному стилях пише пейзажі, портрети, натюрморти, сюжетні композиції) та ілюстрації. Серед живописних робіт:
- «Вечірня Ялта» (1995);
- «Свято в Сімеїзі» (1995);
- «Кримський аромат» (1995);
- «Теплий вітер» (1996);
- «Сонячний день» (1996);
- «Осінній Гурзуф» (1996);
- «День народження в Гурзуфі» (1997);
- «Рідне місто» (1997, триптих);
- «Літо в південному місті» (1997);
- «Осінній Сімеїз» (2000);
- «Літо в Гурзуфі» (2003);
- «Морська мандрівка» (2004);
- «Парк у Гаспрі» (2005);
- «Весна в Гурзуфі» (2007);
- «Весна в Сімеїзі» (2007);
- «Свято в Ялті» (2008);
- «Екскурсія в Лівадію» (2008);
- «Весна в Балаклаві» (2008);
- «Зустріч із Балаклавою» (2008);
- «Прогулянка біля фонтану» (2008);
- «Білий палац» (2008);
- «Зустріч із Ялтою» (2009);
- «Спогад» (2012);
- «Святковий букет» (2012);
- «Морські скелі» (2012);
- «Крим» (2012).

Авторка ілюстацій, зокрема до оповідання Антона Чехова «Дама з собачкою».
Бере участь у мистецьких виставках з 1990 року. Персональні виставки відбулися у Сімферополі у 1995 році, Ялті у 1995, 2012 роках, Києві у 1997 році («Кримський колорит» у Національному художньому музеї України).
Твори художника перебувають у зібраннях Національного художнього музею України, у Сімферопольському художньому музеї, Севастопольському художньому музеї, у зібранні Міністерства культури Росії, Дирекції виставок Спілки художників Росії, Дирекції виставок Національної спілки художників України, в галереях і приватних колекціях.